# Newfoundland Memorials
De Newfoundland Memorials zijn een aantal oorlogsmonumenten voor gesneuvelden uit het Dominion Newfoundland tijdens de Eerste Wereldoorlog. Er staan zes gelijkaardige monumenten in Europa, namelijk vier in Frankrijk, een in België en sinds 2021 ook een in Europees-Turkije.
De monumenten tonen een bronzen kariboe, het symbool van het Royal Newfoundland Regiment dat aan het Westfront streed tijdens de Eerste Wereldoorlog. De kariboes staan op een heuvel en kijken uit over de omgeving. Ze zijn een ontwerp van de Britse kunstenaar Basil Gotto en werden ingewijd halverwege de jaren 1920. In 1928 werd ook in Newfoundland zelf een replica onthuld in Bowring Park in de hoofdstad St. John's. De monumenten worden onderhouden door Veterans Affairs Canada.
Een van de monumenten, het Beaumont-Hamel Newfoundland Memorial in Beaumont-Hamel, is een onderdeel van een grotere oorlogsherdenkingssite, die in 1997 werd erkend als een van de enige twee National Historic Sites of Canada buiten de grenzen van Canada. In 2001 waren de vijf monumenten van Newfoundland samen met acht andere Canadese oorlogsmonumenten deel van het Canadian Battlefield Memorials Restoration Project, een restauratieproject van de Canadese overheid om de Canadese oorlogsmonumenten in België en Frankrijk in ere te herstellen.

## Overzicht
| Monument                              | Plaats          | Land      | Foto                                  |
| ------------------------------------- | --------------- | --------- | ------------------------------------- |
| Beaumont-Hamel Newfoundland Memorial  | Beaumont-Hamel  | Frankrijk | Beaumont-Hamel Newfoundland Memorial  |
| Courtrai Newfoundland Memorial        | Kortrijk        | België    | Courtrai Newfoundland Memorial        |
| Gallipoli Newfoundland Memorial       | Gallipoli       | Turkije   | Gallipoli Newfoundland Memorial       |
| Gueudecourt Newfoundland Memorial     | Gueudecourt     | Frankrijk | Gueudecourt Newfoundland Memorial     |
| Masnières Newfoundland Memorial       | Masnières       | Frankrijk | Masnières Newfoundland Memorial       |
| Monchy-le-Preux Newfoundland Memorial | Monchy-le-Preux | Frankrijk | Monchy-le-Preux Newfoundland Memorial |